# Button Gwinnett

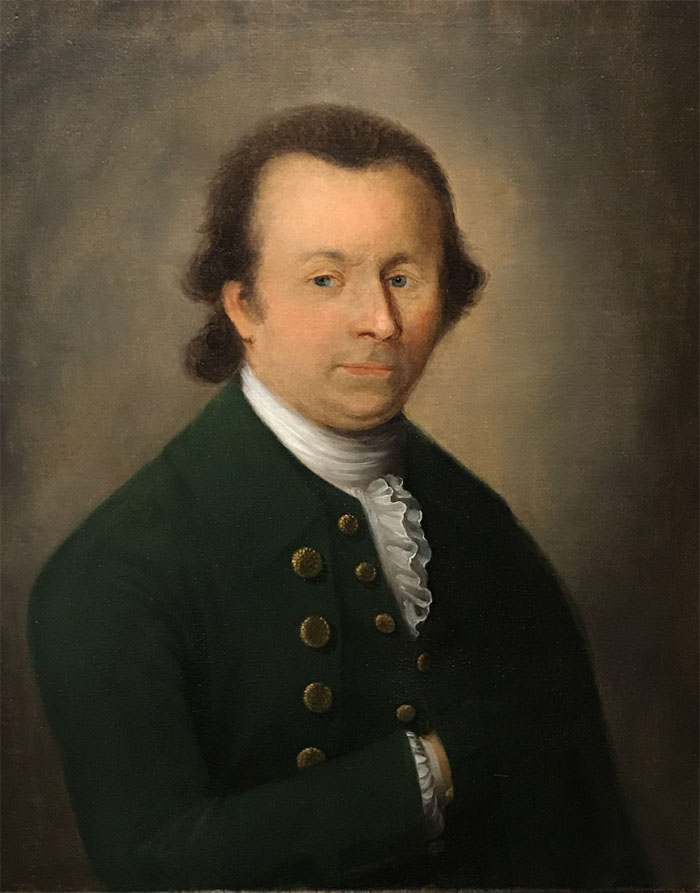
Button Gwinnett

Button Gwinnett (* 1735 in Down Heatherly, Gloucestershire, England; † 19. Mai 1777 bei Savannah, Georgia) war einer der Unterzeichner der amerikanischen Unabhängigkeitserklärung und der 3. Gouverneur von Georgia.

## Leben
Gwinnett wurde in England als Sohn des Reverend Samuel Gwinnett und seiner Ehefrau Anne geboren. Über sein Geburtsdatum gibt es keine gesicherten Angaben. Sicher ist nur, dass er am 10. April 1735 in der St. Catherine Church in Gloucester getauft wurde. Nach seiner Schule wurde er Händler in Bristol. 1755 zog er um nach Wolverhampton, wo er zwei Jahre später Ann Bourne, Tochter eines Gemüsehändlers heiratete. 1762 emigrierte das Paar nach Amerika. Zuerst ließen sie sich in Charleston, South Carolina, nieder, zogen dann 1765 nach Savannah. Button verkaufte sein Handelsgeschäft, lieh sich Geld und kaufte Land auf der St. Catherine Insel bei Sunbury und baute eine Plantage auf. Bereits vier Jahre später war er ein bekannter Plantagenbesitzer mit zahlreichen Sklaven und wurde in die Provinzregierung gewählt.
Seine militärische Karriere beendete er als Kommandeur von Georgias Kontinental-Miliz, als er als Gouverneur in den Kontinentalkongress gewählt wurde. Nach der Unterzeichnung der Unabhängigkeitserklärung kehrte er nach Georgia zurück und half mit beim Aufbau des Staates und war bis zu seinem Tod provisorischer Präsident von Georgia. Sein Nachfolger als Gouverneur wurde John Treutlen.
Am 16. Mai 1777 wurde er bei einem Duell mit General Lachlan McIntosh, einem politischen Führer während der amerikanischen Revolution und der frühen Republik, verwundet und verstarb drei Tage später. Ihm zu Ehren wurde das Gwinnett County in Georgia benannt.